# Hartmut Wedekind (Informatiker)
Hartmut Wedekind (* 13. Mai 1935 in Bochum) ist ein deutscher Informatiker, der sich besonders mit Datenbanken und Wirtschaftsinformatik befasst.

## Biografie
Wedekind stammt aus einer Bergmannsfamilie und studierte nach dem Abitur in Düsseldorf ab 1955 Wirtschaftsingenieurwesen an der TH Darmstadt mit dem Diplom 1960. In Darmstadt hörte er auch Alwin Walther, einen Pionier der Informatik in Deutschland, und erhielt mit dessen Unterstützung ein NATO-Stipendium, mit dem er 1960 bis 1962 an der University of California, Berkeley angewandte Mathematik, Informatik und Operations Research studierte, mit dem Master-Abschluss bei George B. Dantzig. 1963 wurde er an der TH Darmstadt promoviert mit einer Dissertation, die überwiegend in Berkeley angefertigt worden war (Die Bestimmung optimaler Fertigungsbedingungen bei der Mehrmaschinenbedienung). 1963 bis 1970 war er leitender Systemberater bei IBM Deutschland und daneben Lehrbeauftragter an der TU München, an der er sich 1967 habilitierte. Ab 1970 war er Professor für Betriebswirtschaftslehre und Datenverarbeitung an der TH Darmstadt (Rufe an die TH Berlin und die Universität Bochum schlug er aus). Dort gründete er mit Robert Piloty den Fachbereich Informatik und war 1972 dessen erster Dekan. 1979 wurde er Professor für Informatik an der Friedrich-Alexander-Universität Erlangen-Nürnberg.
1988 war Wedekind Mitgründer des Bayerischen Forschungszentrums für Künstliche Intelligenz (FORWISS) in Erlangen-Tennenlohe. Von 1987 bis 1999 war er Sprecher des Sonderforschungsbereichs Multiprozessor- und Netzwerkkonfigurationen. In den 1990er Jahren befasste er sich mit theoretischen Grundlagen für Workflow-Management, eBusiness und Data Warehousing.

## Schriften
- Datenorganisation, De Gruyter, 1970, 3. Auflage 1975
- Structured Database Programming, Hanser 1975
- Systemanalyse: die Entwicklung von Anwendungssystemen für Datenverarbeitungsanlagen, Hanser, 1973, 2. Auflage 1976
- Herausgeber mit Herbert Stoyan:  Objektorientierte Software- und Hardwarearchitekturen, Teubner 1983
- Herausgeber mit anderen: Lexikon der Wirtschaftsinformatik, Springer 1987
- mit Theo Härder: Datenbanksysteme, 2 Bände, BI Wissenschaftsverlag 1974, 1976 (zweiter Band mit Theo Härder), Neuauflage 1989, 1991
- Objektorientierte Schemaentwicklung : ein kategorialer Ansatz für Datenbanken und Programmierung, BI Wissenschaftsverlag 1992
- Kaufmännische Datenbanken, BI Wissenschaftsverlag 1993